# 丰塘镇
丰塘镇，是中华人民共和国广西壮族自治区钦州市灵山县下辖的一个乡镇级行政单位。

## 行政区划
丰塘镇下辖以下地区：
丰塘社区、潭龙村、沙塘村、丰塘村、平岭村、睦村、大丰村、陂塘村、修竹村、榃朴村、大湴村、石陂村、友僚村、高华村、川心村、桥笪村、六颜村、礼回村和董永村。

## 中国传统村落
2013年8月，萍塘村被评为第二批中国传统村落。